# دستور روماني
الدستور الروماني مصطلح يطلق على مجموعةٍ غير منظَّمة من القوانين والمبادئ التي حكمت القانون في روما القديمة، تم توارثها في معظمها من التقاليد الرومانية القديمة. لم يكن هناك شيء رسمي اسمه الدستور الروماني، فقد كان منظومة مرنة من القوانين المرحلية التي تتغير باستمرار، وبالتالي فقد كان أقرب في حقيقته إلى القانون العام البريطاني الحديث من القوانين الثابتة كدستور الولايات المتحدة، وذلك مع أنَّه كان يتطور بمرور الزمن باستبدال القوانين القديمة بأخرى أجدد.
لا زالت بعض المفاهيم التي ولدت من الدستور الروماني باقيةً حتى الوقت الحاضر. منها على سبيل المثال الشيكات والرَّصيد، وفصل السلطات، وحق النقض، والمماطلة السياسية، والنصاب القانوني، وسحب الثقة، والانتخابات المقامة على فترات دورية. كما أنَّ هناك مفاهيم دستورية أقلَّ أهمية لا زالت تستعمل، مثل تصويت الكتل في الهيئات الانتخابية في الولايات المتحدة، الذي استمدَّ بأصله من قوانين روما القديمة.
تطور الدستور الروماني بدرجة كبيرة بعامل الوقت. فبحلول سنة 573 ق.م، اندثر دستور المملكة الرومانية ليفتح الطريق لدستور الجمهورية الرومانية الجديد. ثم بحلول سنة 27 ق.م، اختفى هذا بدوره ليحلَّ مكانه دستور الإمبراطورية الرومانية التي أسَّسها أغسطس. في سنة 300م، جاء دستور الإمبراطورية البيزنطية التي انقسمت عن شقيقتها الغربية، ليحلَّ مكان معظم الدساتير القديمة. رغم ذلك، كان التغير الحقيقي في الدستور تدريجياً وبطيئاً جداً، ولذا فإنَّ تقسيم الدستور إلى هذه الفترات الزمنية الأربعة لا يلخّص تطوره بما يكفي.